# راجر فرانسیس ماکسول
راجر فرانسیس همیلتون ماکسول سیاست‌مدار اسبق نیوزلند بود. وی از ۱۹۸۴ تا ۱۹۹۹ عضو مجلس بود.
او برای اولین بار در انتخابات مجلس ۱۹۸۴ به مجلس راه یافت.

## زندگی
ماکسول در «کانتربری جنوبی» به دنیا آمد. وی تحصیلات عالیهٔ خود را در کالج لینکولن و دانشگاه ماسی گذراند. در سال ۱۹۶۷، صاحب مزرعه ای در منطقهٔ «تراناکی» شد و در رشتهٔ «ارزشیابی حقوقی» مشغول به تحصیل شد.

## کارهای سیاسی
ماکسول از سال ۱۹۶۳، عضو شاخهٔ اشبرتن یانگ نتز بود. وی از ۱۹۶۹، ریاست شاخهٔ یورنی حزب ملی را عهده‌دار شد.
سرانجام او در سال ۱۹۹۹ از کار کناره‌گیری کرد.